# Coleostephus
Coleostephus é um género botânico pertencente à família Asteraceae.